# Horst Engstler
Horst Engstler (* 2. Mai 1933 in Wilhelmshaven; † 2. Mai 2002 in Bremen) war ein deutscher Politiker (CDU). Er ist der Vater des Schriftstellers Achim Engstler.
Nach dem Abitur in Wilhelmshaven studierte Engstler Rechts- und Staatswissenschaften in Freiburg im Breisgau und Hamburg. Nach dem zweiten juristischen Staatsexamen schlug er zunächst die Richterlaufbahn ein. Er war u. a. als Amtsgerichtsrat beim Amtsgericht Wilhelmshaven beschäftigt. Im Jahr 1972 wurde er als städtischer Rechtsdirektor Leiter des Rechtsamtes der Stadt Wilhelmshaven. Zwischen 1973 und 1986 war er bei der Stadt Wilhelmshaven als Dezernent (Stadtrat) zuständig für die Bereiche Soziales, Jugend, Sport, Gesundheit, Lastenausgleich, zeitweise auch für die Bereiche öffentliche Sicherheit und Ordnung, Schule und Umweltschutz. In dieser Funktion initiierte er unter anderem das wegweisende Projekt des Altenhilfe-Besuchsdienstes. 1985 wurde er mit einer Arbeit über Die heilerzieherische Behandlung gemäß § 10 Absatz 2 Jugendgerichtsgesetz in der jugendstrafrechtlichen Praxis an der Georg-August-Universität Göttingen zum Dr. jur. promoviert. Von 1986 bis zu seinem Einzug in den Landtag 1990 war er Geschäftsführer des Niedersächsischen Städtetages. Nach seinem Ausscheiden aus dem Landtag war er als Rechtsanwalt tätig.
Engstler war seit dem Jahr 1970 Mitglied der CDU. Bei der Landtagswahl in Niedersachsen 1990 trat er als Direktkandidat im Wahlkreis Wilhelmshaven an, unterlag aber Wilfrid Adam (SPD). Dennoch gelangte er über die Landesliste in den Landtag, dem er vom 21. Juni 1990 bis zum 20. Juni 1994 angehörte.